# Lodowiec Byrda

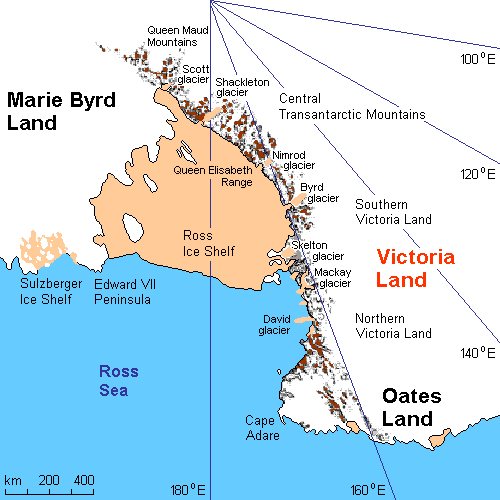
Mapa Ziemi Wiktorii z zaznaczonym Lodowcem Byrda

Lodowiec Byrda (ang. Byrd Glacier) – lodowiec na Ziemi Wiktorii w Antarktydzie Wschodniej, spływający do Morza Rossa.

## Nazwa
Nazwany przez nowozelandzki komitet ds. nazw antarktycznych (ang. New Zealand Antarctic Place-Names Committee) na cześć amerykańskiego kontradmirała Richarda Byrda (1888–1957), badacza Antarktydy .

## Geografia
Lodowiec Byrda leży na Ziemi Wiktorii w Antarktydzie Wschodniej. 
Ma ok. 160 km długości . Przecina Góry Transantarktyczne pomiędzy pasmem Britannia Range (nazwanym od okrętu HMS „Britannia” ) a Churchill Mountains . Góry Transantarktyczne w rejonie Lodowca Byrda są przecięte przez głęboką dolinę – pomiary przeprowadzone w lecie 2008/09 wykazały, że podłoże skalne kontynentu obniża się w tym miejscu do ok. 2870 m p.p.m., niżej niż zmierzono gdziekolwiek indziej, poza dnem oceanów. 
Lodowiec odprowadza lód z istotnej części Płaskowyżu Polarnego w kierunku wschodnim, do Lodowca Szelfowego Rossa na Morzu Rossa, uchodząc koło Barne Inlet . Zlewnia lodowca zajmuje ok. 1070400 km² . Przepływ lodowca szacowany jest na 22,32 ± 1,72 km³ a-1(stan na 2011 rok) .

## Historia
Lodowiec został zbadany podczas nowozelandzkiej ekspedycji trans-antarktycznej w latach 1956–1958 . Kolejne badania glacjologiczne prowadzono w latach 1960–1962, kiedy przebadano siedem lodowców spływających do Lodowca Szelfowego Rossa . Lodowiec Byrda był wówczas najszybciej płynącym, z prędkością ok. 840 ± 80 m a-1 . Badania prędkości powierzchniowej przeprowadzono w latach 1978-1979 . Kolejne badania prowadzono przy użyciu technik satelitarnych . 